# Српски ток
Српски ток је пројекат гасовода за транспорт природног гаса из Русије у Србију, преко Црног мора и Бугарске, првобитно планирана али напуштена изградња линије гасовода Јужни ток. Замењена је изградњом нове друге линије, Србија са гасоводом Балкански ток који је пуштен у рад 1. јануара 2021. године, преко гасовода Турски ток. Пројекат води и финансира Газпром и Србијагас (South Stream Serbia AG), државни добављач природног гаса у Србији.
Гасовод улази у Србију код Зајечара и излази код Хоргоша, а планирано је и међусобно повезивање са Румунијом, Хрватском и Босном и Херцеговином.

## Историја
Завршен је први линијски део гасовода којим ће се гас из Русије преко Турске и Бугарске кроз Србију транспортовати до Мађарске и средње Европе. Дужина гасовода од Црног мора дуж турске територије је 130 километара, потом 498 километара припада Бугарској, а 403 километара Србији, у Мађарској дужина износити око 85 километара.
Гасовод улази у Србију код Зајечара и излази код Хоргоша. Прва деоница је од бугарске границе до Жабара, друга од Жабара до Ковина, трећа од Дунава код Ковина до Госпођинаца и четврта од Госпођинаца до мађарске границе код Хоргоша. Јавно предузеће Србијагас и мађарска компанија „FGSZ” повезали су гасовод почетком јула на граници с Мађарском.
Капацитет гасовода који пролази кроз Србију износи око 13 милијарди кубних метара. Пречник гасовода је 1.200 мм, а максимални притисак 75 бара. На територији Србије осим ове компресорске станице у Жабарима код Велике Плане, изграђено је још 18 блок станица, четири пријемно-отпремна чистачка места и четири мерне станице. На компресорској станици обавља се филтрација, пречишћавање гаса од механичких примеса и сабијање гаса и његово хлађење ради даљег транспорта са задатим параметрима температуре и притиска кроз магистрални гасовод до следеће компресорске станице. За цео гасовод кроз Србију употребљено је 190.000 тона цеви великог пречника, изграђено је 12 прелаза преко великих водених препрека, укључујући Дунав у дужини од 1.400 метара, што је европски рекорд.
Реализација пројекта трајала је од 2019. до 2021. године, а према плановима гасоводом ће пролазити до 12,4 милијарди кубика гаса годишње за потребе Србије и земаља Европске уније. Инвеститор пројекта је „Гастранс”, заједничко предузеће Газпрома и Србијагаса, а компресорску станицу „Велика Плана” гради фирма „IDC”. Тренутно је у току изградња међусобног повезивања гасовода Ниша и Димитровграда до бугарске границе, а следећа интерконекција Ниша са Великом Планом и касније Великом Планом и Батајницом, а планирано је и међусобно повезивање изградње гасовода Београд — Бањалука.
Србија ток односно „Балкански ток” је део гасовода „Турски ток”, пројект руског „Газпрома” и турског „Боташа”, који треба да обезбеди стабилно снабдевање гасом Турске, јужне и југоисточне Европе. Гасовод је дугачак 930 километара са капацитетом од 31,5 милијарди кубних метара гаса годишње. Преко гасовода кроз Србију гас ће ићи ка Мађарској и БиХ, а постоји могућност и ка другим земљама у региону.
Први крак пролази кроз Турску, док други крак иде ка Бугарској, Србији и Мађарској, а Србија и Бугарска тај део гасовода називају „Балкански ток”. Капацитет сваког крака је 15,75 милијарди кубних метара гаса.